# 1086
Il 1086 (MLXXXVI in numeri romani) è un anno  dell'XI secolo.

## Eventi
- Inizia il pontificato di Papa Vittore III
- 23 ottobre: Battaglia di az-Zallaqah - Le truppe del comandante almoravide Yūsuf ibn Tāshfīn, in netta superiorità numerica, annientano quelle castigliane di Re Alfonso VI di Castiglia.

## Nati
- 24 aprile - Ramiro II d'Aragona, re († 1157)
- 20 agosto - Boleslao III di Polonia, duca polacca († 1138)
- Dedo IV di Wettin, nobile tedesco († 1124)
- Ebolo II di Ventadorn, trovatore francese († 1155)
- Ahmed Sanjar, sultano turco († 1157)
- Al-Shahrastani, filosofo, teologo e storico persiano († 1153)

## Morti
- 23 febbraio - Federico di Moravia, vescovo boemo
- 18 marzo - Anselmo di Lucca, cardinale e vescovo italiano
- 21 maggio - Wang Anshi, politico, economista e funzionario cinese (n. 1021)
- 8 agosto - Corrado I di Lussemburgo, nobile tedesco
- 25 settembre - Guglielmo VIII di Aquitania, duca (n. 1025)
- 11 ottobre - Sima Guang, storico, funzionario e politico cinese (n. 1019)
- 25 dicembre - Giuditta di Boemia, nobile ceca
- Toirdhealbhach Ua Briain, re irlandese (n. 1009)
- Canuto IV di Danimarca, re e santo danese (n. 1043)
- Gerardo di Buonalbergo, nobile
- Sulayman ibn Qutulmish
- Ramon Folch I de Cardona, nobile
- Goffredo Ridello, avventuriero e generale normanno
- Abenamar, poeta arabo (n. 1031)

## Calendario
| Calendario 1086 | Calendario 1086 | Calendario 1086 | Calendario 1086 | Calendario 1086 | Calendario 1086 | Calendario 1086 | Calendario 1086 | Calendario 1086 | Calendario 1086 | Calendario 1086 | Calendario 1086 | Calendario 1086 | Calendario 1086 | Calendario 1086 | Calendario 1086 | Calendario 1086 | Calendario 1086 | Calendario 1086 | Calendario 1086 | Calendario 1086 | Calendario 1086 | Calendario 1086 | Calendario 1086 | Calendario 1086 | Calendario 1086 | Calendario 1086 | Calendario 1086 | Calendario 1086 | Calendario 1086 | Calendario 1086 | Calendario 1086 | Calendario 1086 |
| --------------- | --------------- | --------------- | --------------- | --------------- | --------------- | --------------- | --------------- | --------------- | --------------- | --------------- | --------------- | --------------- | --------------- | --------------- | --------------- | --------------- | --------------- | --------------- | --------------- | --------------- | --------------- | --------------- | --------------- | --------------- | --------------- | --------------- | --------------- | --------------- | --------------- | --------------- | --------------- | --------------- |
|                 | 1               | 2               | 3               | 4               | 5               | 6               | 7               | 8               | 9               | 10              | 11              | 12              | 13              | 14              | 15              | 16              | 17              | 18              | 19              | 20              | 21              | 22              | 23              | 24              | 25              | 26              | 27              | 28              | 29              | 30              | 31              |                 |
| Gennaio         | Gi              | Ve              | Sa              | Do              | Lu              | Ma              | Me              | Gi              | Ve              | Sa              | Do              | Lu              | Ma              | Me              | Gi              | Ve              | Sa              | Do              | Lu              | Ma              | Me              | Gi              | Ve              | Sa              | Do              | Lu              | Ma              | Me              | Gi              | Ve              | Sa              |                 |
| Febbraio        | Do              | Lu              | Ma              | Me              | Gi              | Ve              | Sa              | Do              | Lu              | Ma              | Me              | Gi              | Ve              | Sa              | Do              | Lu              | Ma              | Me              | Gi              | Ve              | Sa              | Do              | Lu              | Ma              | Me              | Gi              | Ve              | Sa              |                 |                 |                 |                 |
| Marzo           | Do              | Lu              | Ma              | Me              | Gi              | Ve              | Sa              | Do              | Lu              | Ma              | Me              | Gi              | Ve              | Sa              | Do              | Lu              | Ma              | Me              | Gi              | Ve              | Sa              | Do              | Lu              | Ma              | Me              | Gi              | Ve              | Sa              | Do              | Lu              | Ma              |                 |
| Aprile          | Me              | Gi              | Ve              | Sa              | Do              | Lu              | Ma              | Me              | Gi              | Ve              | Sa              | Do              | Lu              | Ma              | Me              | Gi              | Ve              | Sa              | Do              | Lu              | Ma              | Me              | Gi              | Ve              | Sa              | Do              | Lu              | Ma              | Me              | Gi              |                 |                 |
| Maggio          | Ve              | Sa              | Do              | Lu              | Ma              | Me              | Gi              | Ve              | Sa              | Do              | Lu              | Ma              | Me              | Gi              | Ve              | Sa              | Do              | Lu              | Ma              | Me              | Gi              | Ve              | Sa              | Do              | Lu              | Ma              | Me              | Gi              | Ve              | Sa              | Do              |                 |
| Giugno          | Lu              | Ma              | Me              | Gi              | Ve              | Sa              | Do              | Lu              | Ma              | Me              | Gi              | Ve              | Sa              | Do              | Lu              | Ma              | Me              | Gi              | Ve              | Sa              | Do              | Lu              | Ma              | Me              | Gi              | Ve              | Sa              | Do              | Lu              | Ma              |                 |                 |
| Luglio          | Me              | Gi              | Ve              | Sa              | Do              | Lu              | Ma              | Me              | Gi              | Ve              | Sa              | Do              | Lu              | Ma              | Me              | Gi              | Ve              | Sa              | Do              | Lu              | Ma              | Me              | Gi              | Ve              | Sa              | Do              | Lu              | Ma              | Me              | Gi              | Ve              |                 |
| Agosto          | Sa              | Do              | Lu              | Ma              | Me              | Gi              | Ve              | Sa              | Do              | Lu              | Ma              | Me              | Gi              | Ve              | Sa              | Do              | Lu              | Ma              | Me              | Gi              | Ve              | Sa              | Do              | Lu              | Ma              | Me              | Gi              | Ve              | Sa              | Do              | Lu              |                 |
| Settembre       | Ma              | Me              | Gi              | Ve              | Sa              | Do              | Lu              | Ma              | Me              | Gi              | Ve              | Sa              | Do              | Lu              | Ma              | Me              | Gi              | Ve              | Sa              | Do              | Lu              | Ma              | Me              | Gi              | Ve              | Sa              | Do              | Lu              | Ma              | Me              |                 |                 |
| Ottobre         | Gi              | Ve              | Sa              | Do              | Lu              | Ma              | Me              | Gi              | Ve              | Sa              | Do              | Lu              | Ma              | Me              | Gi              | Ve              | Sa              | Do              | Lu              | Ma              | Me              | Gi              | Ve              | Sa              | Do              | Lu              | Ma              | Me              | Gi              | Ve              | Sa              |                 |
| Novembre        | Do              | Lu              | Ma              | Me              | Gi              | Ve              | Sa              | Do              | Lu              | Ma              | Me              | Gi              | Ve              | Sa              | Do              | Lu              | Ma              | Me              | Gi              | Ve              | Sa              | Do              | Lu              | Ma              | Me              | Gi              | Ve              | Sa              | Do              | Lu              |                 |                 |
| Dicembre        | Ma              | Me              | Gi              | Ve              | Sa              | Do              | Lu              | Ma              | Me              | Gi              | Ve              | Sa              | Do              | Lu              | Ma              | Me              | Gi              | Ve              | Sa              | Do              | Lu              | Ma              | Me              | Gi              | Ve              | Sa              | Do              | Lu              | Ma              | Me              | Gi              |                 |